# Južna Karolina
Južna Karolina, jedna od 50 država SAD-a na atlantskoj obali Sjeverne Amerike.
Južna Karolina postala je osma država koja je 23. svibnja 1788. godine ratificirala Ustav SAD-a. Južna Karolina postala je prva država koja je glasala za ukidanje Unije 20. prosinca 1860. godine. Nakon Američkog građanskog rata ponovno je zaprimljena u Sjedinjene Države 25. lipnja 1868. Južna Karolina nazvana je u čast kralja Karla I.

## Okruzi (Counties)
Južna Karolina sastoji se od 46 okruga (counties)

## Najveći gradovi
| Grad               | Okrug       | Stanovnici 1. travanj 2000 | Stanovnici 1. srpanj 2004 |
| ------------------ | ----------- | -------------------------- | ------------------------- |
| Columbia           | Richland    | 116.278                    | 116.331                   |
| Charleston         | Charleston  | 96.650                     | 104.883                   |
| North Charleston   | Charleston  | 79.641                     | 84.271                    |
| Greenville         | Greenville  | 56.002                     | 56.291                    |
| Rock Hill          | Rock Hill   | 49.765                     | 57.902                    |
| Mount Pleasant     | Charleston  | 47.609                     | 56.350                    |
| Spartanburg        | Spartanburg | 39.673                     | 38.599                    |
| Sumter             | Sumter      | 39.643                     | 39.671                    |
| Hilton Head Island | Beaufort    | 33.862                     | 34.371                    |
| Florence           | Florence    | 30.248                     | 30.883                    |
| Goose Creek        | Berkeley    | 29.208                     | 32.250                    |
| Summerville        | Summerville | 27.752                     | 34.241                    |
| Anderson           | Anderson    | 25.514                     | 25.715                    |
| Aiken              | Aiken       | 25.337                     | 27.299                    |
| Myrtle Beach       | Horry       | 22.759                     | 25.410                    |
| Greenwood          | Greenwood   | 22.071                     | 22.242                    |
| Easley             | Pickens     | 17.754                     | 18.643                    |
| North Augusta      | Aiken       | 17.574                     | 19.095                    |
| Greer              | Greenville  | 16.843                     | 20.416                    |

## Stanovništvo
Indijanci.- Južnu Karolinu nastanjivala su u prošlosti, uz neke izuzetke, Siouan plemena, to su: Catawba, Congaree, Cusabo (Muskhogean), Pedee, Saluda (Algonquian), Santee, Sewee, Sugeree, Waccamaw, Wateree, Waxhaw, Winyaw.